# Улица Нины Строкатой
Улица Нины Строкатой — улица в Одессе, в историческом центре города. От Канатной улицы к площади Веры Холодной.

## История
Впервые появляется на карте города в 1817 году под названием Полицейская площадь. Названа так по полицейскому участку, что находился на углу с Преображенской улицей. Собственно этим участком улица и заканчивалась.
Возможно, турецкие бани на пересечении современных улиц Бунина и Екатерининской посещал Пушкин. В д. 5 в 1825 году бывал сосланный в Одессу Адам Мицкевич, в доме Гааза (№ 36) в 1870-е — Елена Блаватская.
В 1890—1892 годах архитектором Ландесманом был сооружён мост Коцебу, соединивший участки улицы над Карантинной балкой. Металлический каркас для его конструкции изготовили в Париже, а в Одессе только собрали и установили. Мост был назван в честь последнего Новороссийского генерал-губернатора (с 1862 по 1874 год) Павла Коцебу.
В 1899 году по проекту архитектора Александра Бернардацци на улице была построена Новая товарная биржа, ставшая и архитектурным украшением улицы, и подчеркнувшая возросшее значение Одессы как коммерческого центра Новороссийского края. Ныне здание занимает Одесская государственная филармония.
В 1904 году в одном из ключевых сражений Русско-японской войны — битве под Порт-Артуром — погиб генерал-лейтенант русской армии Роман Кондратенко. Гроб с его телом прибыл пароходом в Одесский порт 19 сентября 1905 года, оттуда его торжественно пронесли по улице Полицейской на железнодорожный вокзал, к поезду в Санкт-Петербург. В тот же день Одесская городская дума по представлению городского головы Петра Крыжановского единогласно приняла решение переименовать улицу Полицейскую в Кондратенко.
После установления советской власти, в 1920 году, улицу переименовали в честь немецкой коммунистки Розы Люксембург.
Вскоре после начала Великой Отечественной войны Одесса стала прифронтовым городом, а 16 октября 1941 года советские войска покинули город. Одесса вошла в состав Румынского королевства, и 27 января 1942 улицу Розы Люксембург переименовали в честь той даты — улица 16 октября 1941. Под этим названием улица просуществовала до 1944 года, параллельно употреблялось и историческое название — Полицейская. После освобождения было возвращено советское название.
10 июля 1995 года улица была названа в честь русского писателя Ивана Бунина, который жил в Одессе в период 1898—1901, а затем в 1918—1920 годах.
26 июля 2024 года распоряжением Начальника Одесской ОГА улица Бунина переименована в улицу Нины Строкатой.

## Достопримечательности

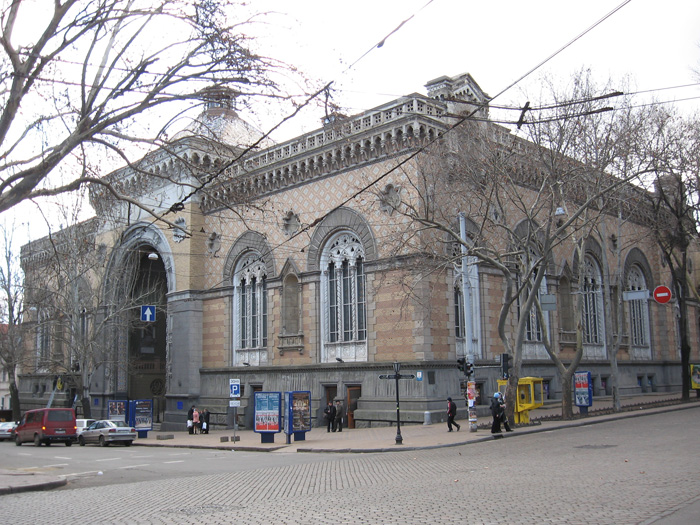
Одесская государственная филармония

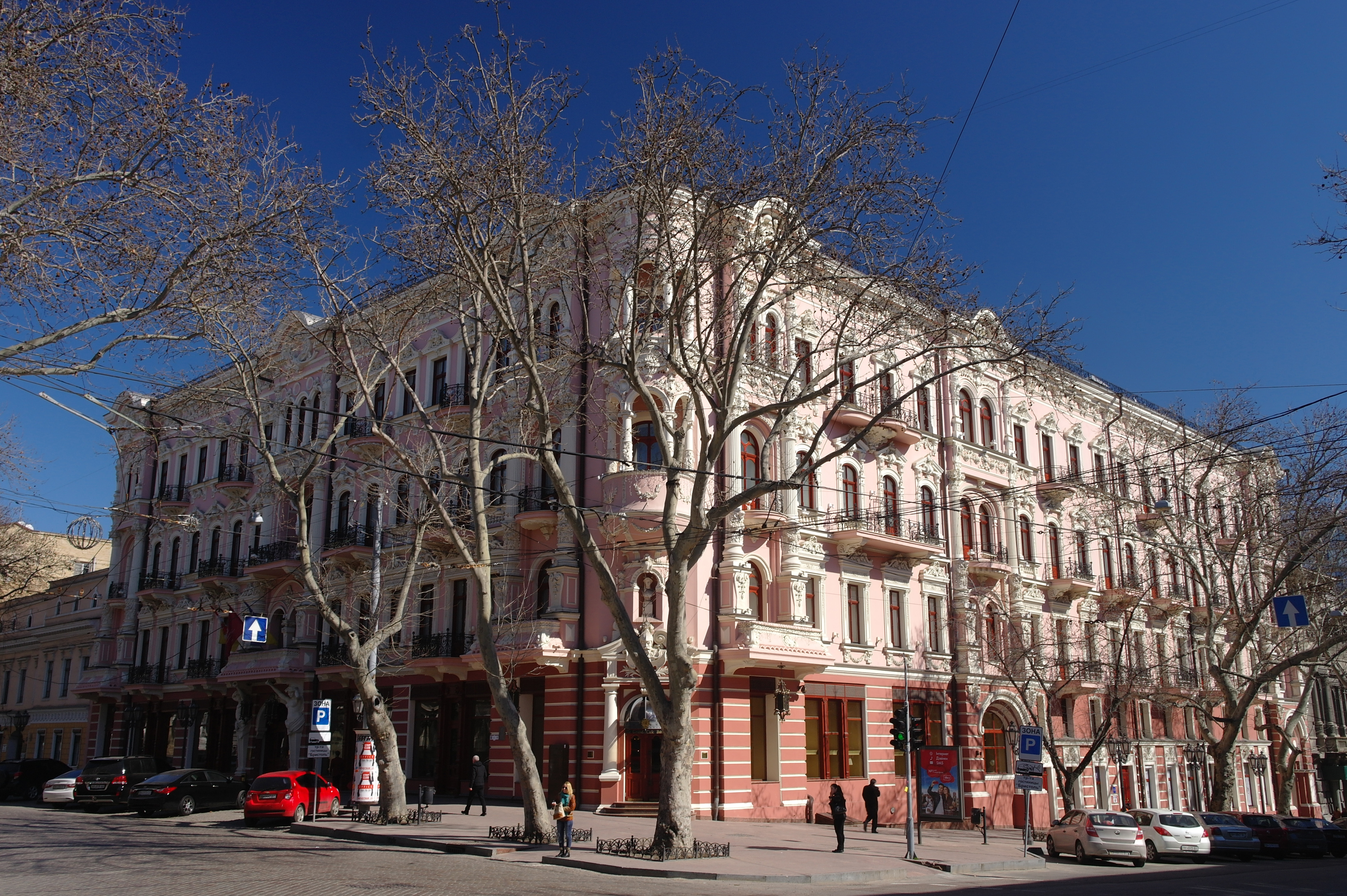
гостиница «Бристоль»

- Памятник Адаму Мицкевичу (скульптор Александр Князик, архитектор Маркоз Мурманов. Установлен 2 августа 2004 года)[3]
- Одесская государственная филармония (1894—1899, архитектор А. Бернардацци)
- Гостиница «Бристоль» (1898—1899, архитектор А. Бернардацци)
- Памятник Пете и Гаврику (у площади Веры Холодной)
- Дом Абрамсона (дом № 19)

## Известные жители
В доме № 24 30 сентября 1908 года появился на свет в будущем музыкант-виртуоз Давид Ойстрах.
В доме № 21 жил Герой Советского Союза И. Д. Бурмаков.
В доме № 35 перед поступлением в Ришельевский лицей проживал Иван Бачей, впоследствии — генерал-майор российской армии, дед писателей Валентина Катаева и Евгения Петрова.